# Isoelektronische Störstelle
Eine isoelektronische Störstelle ist ein spezieller nulldimensionaler Gitterfehler, d. h. ein Punktdefekt, in einem Kristall. Dabei ist ein Atom durch ein anderes ersetzt, das die gleiche Elektronenstruktur ("iso-elektronisch") der Valenzschale hat. Ein Beispiel hierfür ist ein Stickstoffatom auf einem Phosphor-Gitterplatz in Galliumphosphid.
Von Bedeutung ist eine derartige Störstelle in der Halbleiterphysik.

## Bedeutung für Leuchtdioden
Indirekte Halbleiter haben eine sehr kleine Wahrscheinlichkeit für die Emission von Licht, da bei einer Rekombination von Leitungsbandminimum ins Valenzbandmaximum Quasiimpuls übertragen werden muss. Das erzeugte Photon kann diesen nicht aufnehmen, da es nur einen sehr kleinen Impuls hat, so dass beim Vorgang der Emission stets ein Phonon beteiligt sein muss. Dieses nimmt in den meisten Fällen auch die Energiedifferenz mit auf, so dass gar kein Photon emittiert wird.
Eine isoelektronische Störstelle stellt lokalisierte Zustände, tiefe Störstellen, zur Verfügung. Diese liegen am Gammapunkt der Brillouin-Zone, haben also einen Quasiimpuls von Null. Aus diesen Zuständen sind optische Übergänge auch in indirekten Halbleitern möglich, so dass die Lichtausbeute ansteigt. Auch die Wellenlänge des emittierten Lichts kann sich ändern, z. B. bei Galliumphosphid wird sie länger, d. h. rotverschoben.